# Pycreus decumbens
Pycreus decumbens är en halvgräsart som beskrevs av Tetsuo Michael Koyama. Pycreus decumbens ingår i släktet Pycreus och familjen halvgräs. Inga underarter finns listade i Catalogue of Life.